# 埃坦 (加来海峡省)
埃坦（法語：Étaing，法語發音：[etɛ̃]）是法国上法蘭西大區加来海峡省的一个市镇，属于阿拉斯区。

## 地理
埃坦（50°16'25"N, 2°59'59"E）面积5.1 平方千米，位于法国上法蘭西大區加来海峡省，该省份为法国北部沿海省份，西北濒北海，南至索姆省，东临北部省。
与埃坦接壤的市镇（或旧市镇、城区）包括：托尔特凯讷、萨伊昂奥斯特雷旺、莱克吕斯、迪里、埃泰尔皮尼。

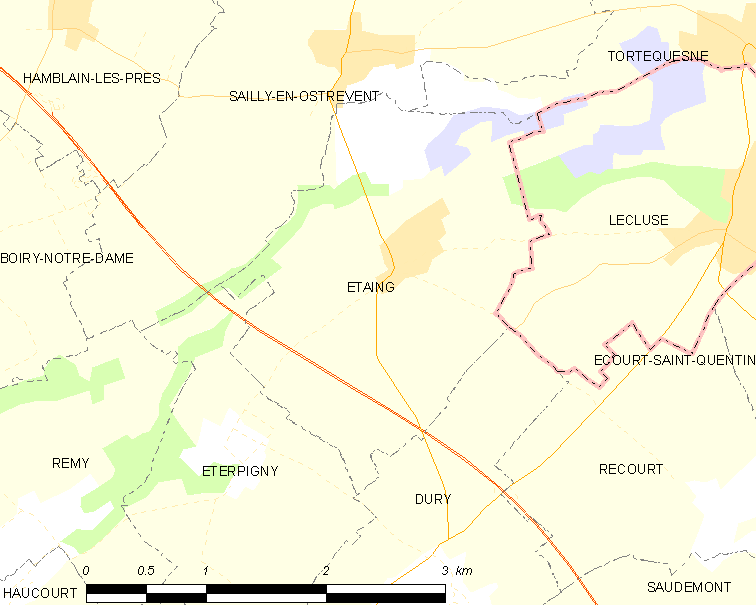
的OSM定位图

埃坦的时区为UTC+01:00、UTC+02:00（夏令时）。

## 行政
埃坦的邮政编码为62156，INSEE市镇编码为62317。

## 政治
埃坦所属的省级选区为布勒比耶尔县。

## 人口

1962-2008年间人口变化图示

埃坦于2022年1月1日时的人口数量为465人。